# Filogonio di Antiochia
San Filogonio di Antiochia (Antiochia di Siria, ... – Antiochia di Siria, 324) è stato un vescovo siro, venerato dalla chiesa cattolica e dalla chiesa orientale, vescovo di Antiochia dal 314 al 324.

## Agiografia
Era sposato ed aveva una figlia, svolgeva la professione di avvocato, molto stimato per la sua equità. Oratore molto apprezzato per l'eloquenza e le doti morali, succedette a Vitale I a capo della chiesa d'Antiochia mentre era ancora laico. Resse quella diocesi con molta saggezza e sagacia. Insieme ad Alessandro iniziò la lotta contro l'arianesimo. Subì la persecuzione di Massimiano e Licinio, fu imprigionato e morì testimoniando la fede cristiana.
Le informazioni su di lui sono tratte da un'omelia di Giovanni Crisostomo, pronunciata in occasione del sessantesimo anniversario della sua morte, in cui però più che della vita e delle virtù di Filogonio, Giovanni parlò delle virtù necessarie per guadagnarsi il paradiso, e cioè altruismo, generosità, spirito pacifico e benefico. In quell'occasione parlò anche il patriarca Flaviano I di Antiochia, descrivendo ed elogiando la sua vita, ma la trascrizione di quest'encomio è andata persa.

## Culto
Il Martirologio romano fissa la memoria liturgica il 20 dicembre.